# Drapeau du Soudan
Le drapeau du Soudan a été adopté le 20 mai 1970. Il est composé d'un triangle vert à la hampe et de trois bandes horizontales de couleur rouge, blanche et noire. Ces quatre couleurs sont les couleurs panarabes.

## Symbolisme
- La couleur rouge représente le socialisme, la lutte et le sang des combattants soudanais, ainsi que la nation arabe.
- Le blanc représente, la pureté et l'optimisme.
- Le noir représente le Soudan, « Pays des Noirs » en langue arabe, et la révolution du Mahdi.
- Le triangle vert représente la prospérité, l'agriculture et l'Islam.

## Autres drapeaux actuellement en usage

Pavillon de guerre

Pavillon du service des douanes soudanaises.
Étendard du président de la République depuis 1985.
Étendard du président de la République depuis 1985 (variante).

## Drapeau provincial

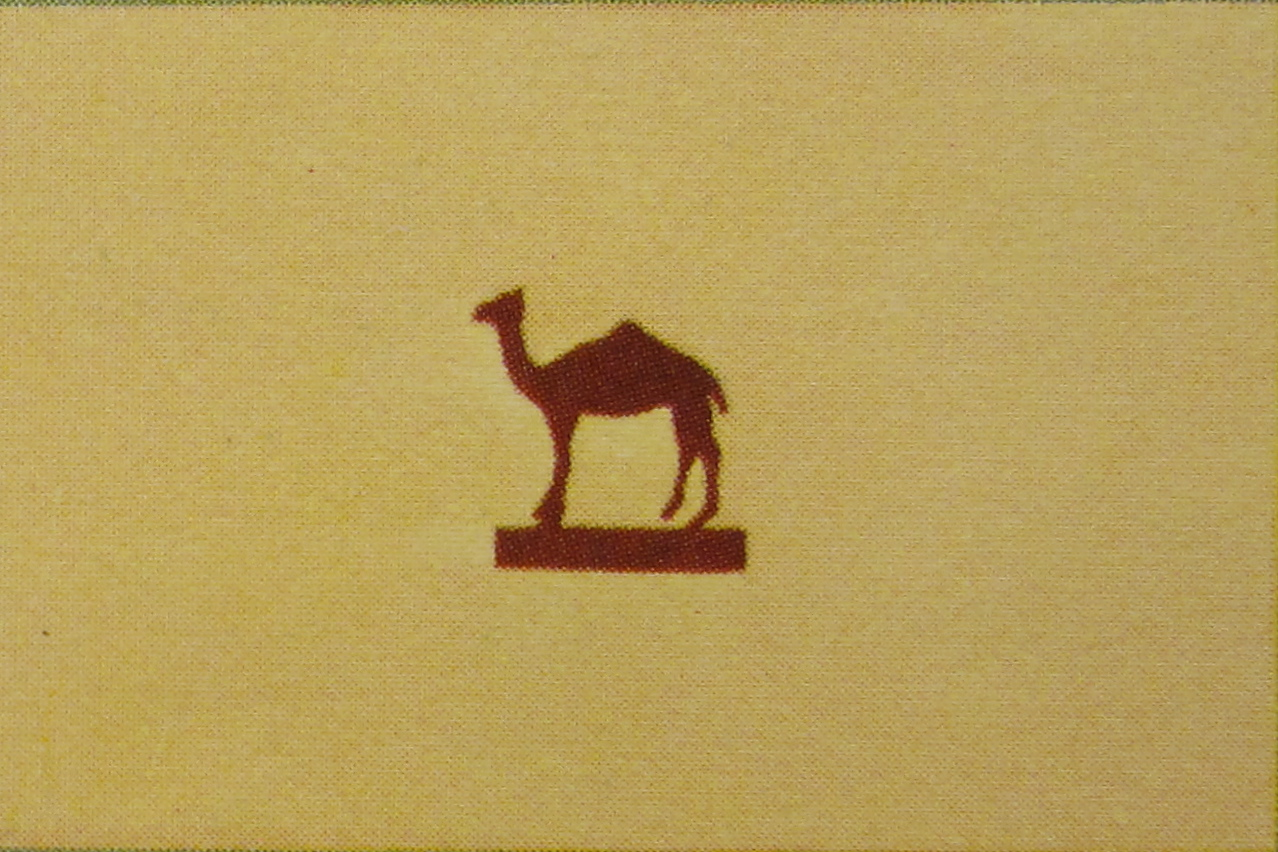
Kordofan septentrional

## Historique des drapeaux soudanais

### Guerre des Mahdistes (1881-1899)

Drapeau du Mahdiyah de 1881 à 1899.

En 1881, au début de la Guerre des Mahdistes, le Mahdi Muhammad Ahmad nomme Abdallahi ibn Muhammad comme un de ses quatre Califes et lui remet un drapeau noir. Il fut utilisé pour recruter des tribus comme celle de Baggaras. La bande horizontale noire du drapeau actuel du Soudan est une référence à cette époque.

### Soudan anglo-égyptien (1899-1956)
Entre 1899 et 1956, le Royaume-Uni et l'Égypte administrent ensemble le Soudan anglo-égyptien. La co-administration ne possédait pas de drapeau propre, ceux du Royaume-Uni et de l'Égypte flottaient conjointement, le drapeau prioritaire étant celui du Royaume-Uni.

Drapeaux égyptien et britannique.
Drapeau du gouverneur général du Soudan de 1899 à 1956.

### La République du Soudan (1956-1970)
En 1956, le Soudan devient indépendant de l'Égypte et du Royaume-Uni. Il adopte un drapeau tricolore à bandes horizontales bleue, jaune et verte. Le bleu représentait le Nil, le jaune symbolisant le désert du Sahara et le vert, l'agriculture. La principale caractéristique de ce drapeau était qu'il ne s'apparentait à aucun groupe ethnique ni à aucun parti politique.

Drapeau du Soudan de 1956 à 1970.
Pavillon de guerre (1956-1970).
Pavillon du service des douanes soudanaises (1956-1970).

### La République démocratique puis République du Soudan (depuis 1970)
Le drapeau actuel est adopté en mai 1970, un an après le coup d'État qui a porté Gaafar Nimeiry au pouvoir. Il est conservé par les régimes successifs jusqu'à nos jours.

Étendard du président de la République (1970-1985).
Étendard du président de la République (1970-1985, variante).